# Trận Maguindanao
Trận Maguindanao là một trong những trận chiến cuối cùng của Chiến dịch Philippines trong Chiến tranh thế giới thứ hai, khi quân đội Philippines giải phóng tỉnh Maguindanao năm 1945. Trận đánh diễn ra giữa các lực lượng quân đội Philippines, quân du kích địa phương và nhân dân Mindanao chống lại quân đội Đế quốc Nhật Bản. Trận đánh này hoàn toàn do các đơn vị Philippnes phụ trách, mà không có bất kì sự hỗ trợ nào của các cường quốc Đồng Minh. Mặc dù được trang bị yếu kém hơn so với đối thủ, nhưng quân đội Philippnes chịu thương vong rất ít và giành chiến thắng.